# Конфлікт на Фронтирі
«Конфлікт на Фронтирі» (англ. Frontier Feud) — вестерн 1945 року режисера Ламберта Гілльєра за сценарієм Адель Баффінгтон. Це вісімнадцята стрічка із серії фільмів про маршала "Неваду" Джека Маккензі. Головні ролі зіграли Джонні Мак Браун, Реймонд Хаттон, Денніс Мур, Крістін Макінтайр, Джек Інгрем та Едді Паркер. Прем'єра відбулась 24 листопада 1945 року.   

## У ролях
- Джонні Мак Браун — "Невада" Джека Маккензі
- Реймонд Гаттон — Сенді Гопкінс
- Денніс Мур — Джо Девіс
- Крістін Макінтайр — Бланш Корі
- Джек Інгрем — Дон Грем
- Едді Паркер — Сем Мерфі
- Френк ЛаРю — Чалмерс
- Стів Кларк — Білл Корі
- Джек Роквелл — шериф Кленсі
- Мері Макларен — Сари Моран
- Едмунд Кобб — Моран
- Ллойд Інгрехам — Сі Пітерс
- Тед Мейпс — Слейд Бернетт

## Зовнішні посилання
- Конфлікт на Фронтирі на сайті IMDb (англ.)